# کانا آریهارا
کانا آریهارا (انگلیسی: Kanna Arihara؛ زادهٔ ۱۵ ژوئن ۱۹۹۳) هنرپیشه، و موسیقی‌دان سابق اهل ژاپن است.